# Weißnestsalangane
Die Weißnestsalangane (Aerodramus fuciphagus, Syn.: Collocalia fuciphaga) ist eine Vogelart aus der Familie der Segler (Apodidae). Sie ist mit zwölf Zentimeter Körperlänge ein mittelgroßer Vertreter der Salanganen. Ihr recht ausgedehntes, aber stark fragmentiertes Verbreitungsgebiet liegt in Südostasien. Die Art zählt zu den Salanganenarten, die über die Fähigkeit zur Echoortung verfügen, was den Vögeln ermöglicht, ihre in Höhlen liegenden Nistplätze aufzusuchen.
Bekannt ist die Weißnestsalangane vor allem für ihre weißlichen Nester, die fast ausschließlich aus dem Speichel der Vögel bestehen. Diese Nester sind die wichtigste Zutat für die Schwalbennestersuppe, einer Delikatesse der Chinesischen Küche. Aufgrund ihrer Reinheit zählen die Nester dieser Art zu den begehrtesten.

## Merkmale

### Aussehen
Die Körperlänge liegt bei zwölf Zentimetern, das Gewicht zwischen 10 und 15 Gramm. Die gesamte Oberseite ist recht einheitlich dunkel schwarzbraun, lediglich der Bürzel ist heller und geht ins Grau; bei einigen Individuen ist der Farbunterschied allerdings recht schwach. Die Unterseite ist vorwiegend graubraun und heller als die Oberseite, die Kehle ist dabei am hellsten, von der Brust bis zum Steiß ist die Färbung mehr braun als grau. Die Unterschwanzdecken sind dunkler, zeigen aber einen blassen, grauen Saum. Typisch für Salanganen ist die Färbung der Unterseite des Flügels, dabei sind die Schwungfedern und die großen Armdecken blasser und bilden einen Kontrast zu den deutlich dunkleren mittleren und kleinen Armdecken. Beide Geschlechter sehen gleich aus.
Die Schwanzgabelung ist mit einem Einschnitt zwischen 5 und 8 Millimetern vergleichsweise deutlich. Dies ist auch das beste Unterscheidungsmerkmal zur Schwarznestsalangane (Aerodramus maximus) und Moosnestsalangane (Aerodramus salangana), insbesondere zu deren sympatrisch vorkommenden dunklen Unterarten,
deren Unterscheidung im Feld sehr schwierig ist.

### Lautäußerungen
Viele verschiedenartige Rufe wurden insbesondere bei der Unterart A. f. germani festgestellt, und es ist anzunehmen, dass es sich bei allen anderen Unterarten genauso verhält. Der markanteste Ruf ist ein lautes, metallisch klingendes zwing, das an die Rufe von Baumseglern erinnert. Häufiger ist eine Serie von tschip-Lauten zu vernehmen oder auch ein volleres krip.
Weißnestsalanganen verfügen über die Fähigkeit zur Echoortung. Sie verwenden diese, um ihre in der Dunkelheit von Höhlen liegenden Nistplätze aufzusuchen. Zur Echoortung wird typischerweise eine kurze Sequenz zweier Klicklaute verwendet, die im Frequenzbereich zwischen 3,0 und 7,3 Kilohertz liegen. Der erste ist etwas kürzer, der zweite etwas länger als drei Millisekunden, die Pause zwischen beiden Klicks beträgt ungefähr 1,2 Millisekunden. In ungefähr 25 Prozent der Fälle sind auch einfache Klicks zu hören.

## Verbreitung

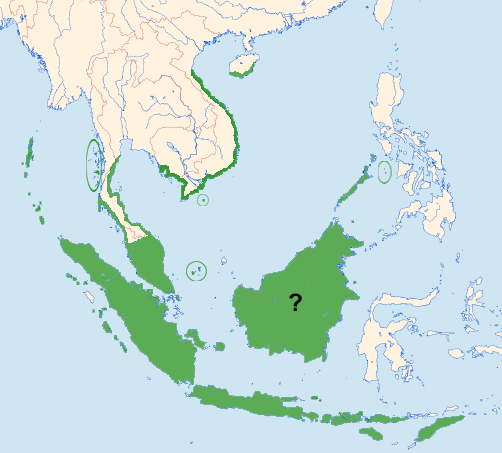
Verbreitungsgebiet der Weißnestsalangane

Die Weißnestsalangane hat ein recht ausgedehntes, aber stark zersplittertes Verbreitungsgebiet in Südostasien. Auf dem südostasiatischen Festland kommt die Art in einem Küstenstreifen von Khlong Nakha im Westen der Malaiischen Halbinsel über Singapur im Süden bis zum Nationalpark Khao Sam Roi Yot an der Ostküste vor, ungefähr von 7° nördlicher Breite südlich auch im Landesinneren, zudem auch auf vielen vorgelagerten Inseln. Ein isoliertes Vorkommen besteht außerdem in Bangkok. Ein weiteres Verbreitungsgebiet auf dem Festland befindet sich in einem Küstenstreifen von Kambodscha im Westen über den Mui-Ca-Mau-Nationalpark im Süden Vietnams und der vietnamesischen Ostküste bis auf die Höhe von Hainan. Auch an der Südostküste Hainans ist die Art zu finden, zudem auf der Inselgruppe Côn Đảo im Südosten Vietnams.
Weiter kommt die Art auf fast allen Inseln des Sundabogens vor, beginnend mit den Andamanen und Nikobaren im Nordwesten, über die großen Inseln Sumatra und Java und die benachbarten Inseln bis zu den Kleinen Sundainseln, einschließlich einiger Inseln in der Floressee, möglicherweise auch im Süden Sulawesis.
Die Verbreitung in Borneo ist kaum erforscht, möglicherweise ist die Art hier weit verbreitet. Nur an einzelnen Stellen der Insel ist die Art nachgewiesen, beispielsweise im Sarawak-Delta. Vor Borneo kommt die Weißnestsalangane auf einigen Inseln der Nordküste sowie vor Sandakan und Kuching vor. Auch auf den Anambas-Inseln zwischen Borneo und dem malaiischen Festland kommt sie vor.
Von den Philippinen sind die Insel Palawan sowie die nordöstlich davon gelegenen Inselgruppen Cagayan, Calamian und Cuyo besiedelt. Möglicherweise besiedelt die Art auch den Sulu-Archipel im Südwesten der Philippinen.
Im gesamten Verbreitungsgebiet ist die Weißnestsalangane Standvogel.

## Lebensraum
Auf den Andamanen und Nikobaren wurde ein für Salanganen typisches Verhalten beobachtet: Weißnestsalanganen jagen über Mangroven, Wäldern, Kautschuk-Plantagen oder anderer Kulturlandschaft. Das Habitatsspektrum der Weißnestsalanganen ist recht groß, von kleinen Küsteninseln über Tiefland im Landesinneren bis zu Gebirgsregionen, auf Sumatra bis 2800 Meter Höhe. Gelegentlich ist die Art auch weit draußen auf dem offenen Meer zu beobachten.

## Verhalten und Nahrungserwerb
Weißnestsalanganen sind sehr gesellig. Die Art ist in großen, gemischten Schwärmen mit anderen Seglern und Schwalben anzutreffen. Die Nahrungssuche erfolgt tagsüber, am intensivsten ist sie in der späten Abenddämmerung. Auf der Jagd nach fliegenden Kleintieren, die in der Luft gefangen werden, fliegen die Vögel im Mittel in einer Höhe von knapp 60 Metern.
Bei einer Untersuchung sympatrisch vorkommender Segler der Gomantong-Höhlen nahe Sandakan in Malaysia zeigte sich, dass die Weißnestsalangane im Vergleich zu den anderen Arten bedeutend kleinere Beutetiere bevorzugte, selbst im Vergleich zur wesentlich kleineren Glanzkopfsalangane (Collocalia esculenta). Die Nahrungszusammensetzung der im Kehlsack gesammelten Nahrungsballen der Weißnestsalangane entsprach abgesehen von der Größe stark der der Moosnestsalangane, bei über dem Regenwald auf Nahrungssuche gehenden Weißnestsalanganen entfielen jeweils knapp 40 Prozent der Nahrungsbestandteile auf Haut- sowie Zweiflügler, weitere wesentliche Bestandteile mit einem Anteil zwischen 5 und 10 Prozent waren Gleichflügler, Käfer und Spinnentiere. Bei der ebenfalls sympatrischen Schwarznestsalangane ist die Zusammensetzung mit einem fast 90-prozentigen Anteil Hautflüglern dagegen deutlich anders.

## Fortpflanzung

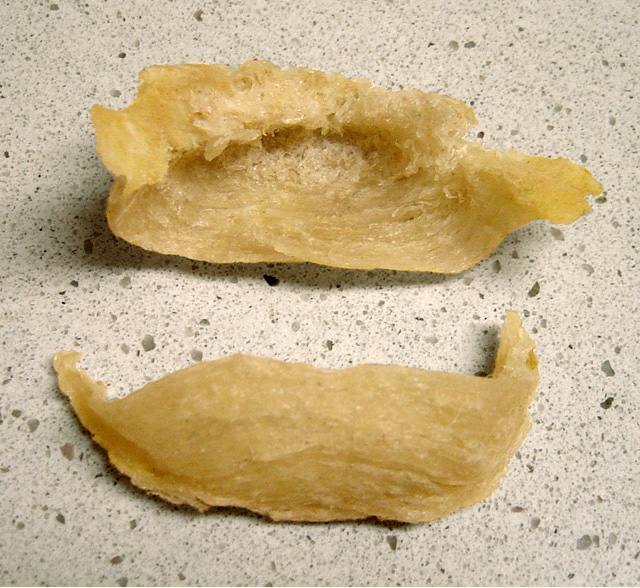
Für den Verzehr bestimmte Nester der Weißnestsalangane

Die Brutzeiten unterscheiden sich abhängig von den klimatischen Bedingungen innerhalb des Verbreitungsgebietes. In vielen Regionen findet der Nestbau hauptsächlich im März und April statt, in manchen Regionen brütet die Art aber auch das ganze Jahr über. Die Nester befinden sich häufig in Höhlen innerhalb riesiger Brutkolonien. Aber auch an Gebäuden sind Nester zu finden, einige Unterarten brüten sogar vorwiegend in der Nähe des Menschen. Die dadurch verursachten Gebäudeschäden werden aufgrund der wertvollen Nester gerne in Kauf genommen, wie beispielsweise auf Belitung, wo über hundert Brutpaare direkt über der Küche eines Chinesischen Restaurants nisteten.
Das Nest ist eine selbst tragende Halbschale, die konsolenartig an Höhlenwänden oder sonstigen senkrechten Flächen befestigt wird. Der Durchmesser beträgt ungefähr 6, die Höhe 1,5 Zentimeter, das Gewicht liegt bei ungefähr 14 Gramm. Die Nester sind weißlich und erscheinen leicht durchsichtig. Sie bestehen nahezu ausschließlich aus reinem, eingedicktem Speichel, mit keinen oder nur sehr wenig anderen Bestandteilen. Deshalb gehören die eiweißreichen Nester der Art auch zu den begehrtesten als Zutat der Schwalbennestersuppe, und die rücksichtslose Verwertung der Nester ist ein Problem. Werden die Vögel zum Bau von Ersatznestern gezwungen, so sind diese weniger rein und enthalten mehr andere Bestandteile. Der Nestbau dauert zwischen 39 und 55 Tagen.
Das Gelege besteht aus zwei weißen, langovalen, kaum glänzenden Eiern, die durchschnittlichen Abmessungen sind 20,2 × 13,6 Millimeter. In einer Kolonie bei Penang in Malaysia wurde eine durchschnittliche Bebrütungszeit von ungefähr 25 Tagen ermittelt, für das zweite Ei war sie etwas kürzer. Die Nestlingszeit betrug durchschnittlich 43 Tage. Pro Brut flogen im Mittel 0,9 Junge aus.

## Bestand und Gefährdung
In großen Teilen des Verbreitungsgebietes ist die Weißnestsalangane nicht selten, in Teilen ist sie sogar sehr häufig. Aufgrund der Verwertung der Nester für die Schwalbennestersuppe kommt es regional jedoch zu deutlichen Bestandseinbrüchen, was auch an der geringer werdenden Ausbeute dieser Nester abzulesen ist. Bei einer auf den Nikobaren durchgeführten Untersuchung wurden die Bestände in 36 Höhlen untersucht und 1995 auf ungefähr 1500 Brutpaare geschätzt, was einen Bestandsrückgang von 85 Prozent seit 1987 bedeutet.
BirdLife International schätzt die Größe des Verbreitungsgebiets auf ungefähr 1,4 Millionen Quadratkilometer und hält den Bestandsrückgang nicht für so dramatisch, als dass die Art als bedroht einzustufen wäre.

## Systematik
Ursprünglich wurden alle Salanganen der Gattung Collocalia zugeordnet. Im Jahr 1970 wurden die Salanganen in drei Gattungen aufgespalten; alle Arten, die über die Fähigkeit zur Echoortung verfügten, wurden dabei in die Gattung Aerodramus gestellt. Seitdem wurde jedoch nachgewiesen, dass die zur Gattung Collocalia gestellte Zwergsalangane (C. troglodytes) ebenfalls zu den echoortenden Arten zählt. Die Monophylie der bisher zur Gattung Aerodramus gestellten Arten wurde jedoch auch durch molekulargenetische Untersuchungen bestätigt. Nach diesen Untersuchungen ist die Moosnestsalangane (Aerodramus salangana) das Schwestertaxon der Weißnestsalangane.
Insgesamt werden acht Unterarten unterschieden. Dabei wird A. f. germani zusammen mit der Unterart A. f. amechanus oft auch als eigenständige Art gesehen, die den deutschen Trivialnamen German-Salangane oder Oustalet-Salangane hat.
- A. f. fuciphagus: Die Nominatform kommt auf Java einschließlich der Kangeaninseln und Belitung vor, weiterhin auf den westlichen Kleinen Sundainseln, Bali, den Inseln der Floressee und Jampea.
- A. f. inexpectatus: Diese Unterart ist auf den Andamanen und Nikobaren heimisch und ist geringfügig kleiner als die Nominatform.
- A. f. dammermani: Diese auf Flores und den Kleinen Sundainseln anzutreffende Unterart wurde auf Basis eines einzigen genauer untersuchten Individuums festgelegt, der Bürzel ist dabei nur wenig blasser als der Mantel, es ist unsicher, ob und welche weiteren Unterschiede zur Nominatform bestehen.
- A. f. micans: Diese Unterart kommt auf Sumba, Sawu, Timor und den Kleinen Sundainseln vor. Die Gefiederfärbung ist blasser und geht mehr ins Grau als bei der Nominatform, der Kontrast zwischen Bürzel und Mantel ist relativ schwach.
- A. f. vestitus: Die auf Sumatra und Borneo vorkommende Unterart entspricht von der Musterung her weitgehend der Nominatform, die Oberseite ist etwas dunkler. Die Vertreter dieser Unterart zeigen beträchtliche individuelle Variationen.
- A. f. perplexus: Diese Unterart kommt auf dem östlich vor dem indonesischen Teil von Borneo vorgelagerten Maratua Archipelago vor, das zu den Derawan-Inseln gehört. Der Bürzel hebt sich kaum von der restlichen Oberseite ab, der Glanz an Schwung- und Steuerfedern geht ins Violett.
- A. f. germani: Auf Hainan, an den Küsten Vietnams, Kambodschas, Thailands sowie auf dem Mergui-Archipel kommt diese Unterart vor, zudem in Teilen der Malaiischen Halbinsel und im Süden der Philippinen. Die Unterseite ist ausgesprochen blass, der Bürzel ist sehr breit und nahezu weiß.
- A. f. amechanus: Das Verbreitungsgebiet dieser Unterart schließt sich auf der Malaiischen Halbinsel südlich an das von A. f. germani an, der diese Unterart ähnelt; der Bürzel ist grauer als bei A. f. germani.